# Gerhard Küchen
Gerhard Küchen (* 26. Januar 1861 in Mülheim an der Ruhr; † 29. März 1932 ebenda) war ein königlich-preußischer Kommerzienrat und Geschäftsführer der Firma Mathias Stinnes, die sein Großvater 1808 gegründet hatte.

## Leben und Wirken
Gerhard Küchen wurde als Sohn von Gerhard Küchen senior (1809–1886) und seiner Frau Katharina (1819–1903) geboren. Letztere war eine Tochter von Mathias Stinnes, des Begründers der Stinnes-Dynastie.
Nach dem Besuch des Gymnasiums seiner Heimatstadt Mülheim leistete er von 1882 bis 1883 seinen einjährigen Wehrdienst bei den Garde-Ulanen ab. Später wurde Gerhard Küchen Mitglied des Ehrenrates und ab 1900 Vorsitzender des Mülheimer Offiziervereins. 1887 heiratete er Agnes Natorp (1866–1963), die Tochter seines ehemaligen Oberlehrers am städtischen Gymnasium. Aus der Ehe gingen insgesamt fünf Kinder hervor.
Gerhard Küchen war zunächst Spezialdirektor und später stellvertretender Disponent der Firma Mathias Stinnes, deren Leitung er schließlich übernahm. Er erweiterte die Firma durch den Aufkauf von weiteren Reedereien und Kohlenhandelsgesellschaften. Durch das Mitwirken bei der Bildung eines Kohlensyndikats im Ruhrbergbau festigte er die Machtposition seines Unternehmens. Neben der Ausübung zahlreicher Ehrenämter war er Vorsitzender der Westdeutschen Binnenschiffahrtsgenossenschaft, Aufsichtsratsmitglied im Rheinisch-Westfälischen Kohlen-Syndikat und Zweiter Vorsitzender der Mülheimer Handelskammer.
Aus Anlass des 100-jährigen Bestehens der Firma Mathias Stinnes stiftete er 1908 seiner Heimatstadt Mülheim 100.000 Goldmark zum Bau einer Stadthalle.
1912 wurde Gerhard Küchen von der medizinischen Fakultät der Universität Bonn wegen seiner Verdienste um die Förderung der öffentlichen Gesundheitspflege mit der Ehrendoktorwürde ausgezeichnet.

## Weitere Quellen
- Stadtarchiv Mülheim an der Ruhr, Bestand 1550 Nr. 50 (Mülheimer Persönlichkeiten)

| Personendaten    | Personendaten                                                    |
| ---------------- | ---------------------------------------------------------------- |
| NAME             | Küchen, Gerhard                                                  |
| KURZBESCHREIBUNG | deutscher Unternehmer, Geschäftsführer der Firma Mathias Stinnes |
| GEBURTSDATUM     | 26. Januar 1861                                                  |
| GEBURTSORT       | Mülheim an der Ruhr                                              |
| STERBEDATUM      | 29. März 1932                                                    |
| STERBEORT        | Mülheim an der Ruhr                                              |